# جون ر. ماير (اقتصادي)
جون ر. ماير (بالإنجليزية: John R. Meyer)‏ هو اقتصادي أمريكي، ولد في 6 ديسمبر 1927 في واشنطن في الولايات المتحدة، وتوفي في 20 أكتوبر 2009 في كامبريدج في الولايات المتحدة.